# 疏头过路黄
疏头过路黄（学名：Lysimachia pseudo-henryi）是报春花科珍珠菜属的植物，为中国的特有植物。分布于中国大陆的陕西、浙江、河南、四川、湖北、江西、湖南、广东、安徽等地，生长于海拔1,500米的地区，常生于山地林缘或灌丛中，目前尚未由人工引种栽培。